# Rita Moreno
Rosa Dolores Alverío (Humacao; 11 de diciembre de 1931), conocida como Rita Moreno, es una actriz, cantante y bailarina puertorriqueña. Su carrera se ha extendido por más de 70 años; es conocida por papeles en los musicales El rey y yo (1956) y West Side Story (1961), así como en las series de televisión The Electric Company (1971-1977) y Oz (1997-2003). También formó parte del reparto principal en la serie Happily Divorced (2011–2013) e hizo apariciones especiales en las series Jane the Virgin (2015-2016) y Grace & Frankie (2016). Ha formado parte de la nueva versión de la serie One Day at a Time que se estrenó el 6 de enero de 2017 en la plataforma Netflix.
Actualmente es de las últimas divas legendarias sobrevivientes de la Época de Oro de Hollywood. Es la tercera EGOT o la tercera de 19 artistas en ganar los cuatro premios principales de entretenimiento estadounidense: un Óscar, dos Emmy, un Grammy y un Tony.Es una de las 22 personas que han logrado la «Triple Corona de Actuación», con premios individuales de los Óscar, Emmy y Tony, por actuar.También ha ganado otros numerosos premios especiales reconociendo su contribución en la industria del entretenimiento, incluyendo la Medalla Presidencial de la Libertad en 2004, el honor civil más alto de Estados Unidos.

## Infancia
Rosa Dolores Alverío nació en Humacao, Puerto Rico el 11 de diciembre de 1931. Su madre, Rosa María, era una costurera, y su padre, Francisco «Paco» José Alverío, un agricultor. Moreno, cuya madre tenía 17 años en el momento de su nacimiento, se crio cerca de Juncos. La madre de Rita se trasladó a la ciudad de Nueva York en 1936, llevándose a su hija, pero no al hermano menor de Rita, Francisco. Luego de un tiempo Rita adoptó el apellido de su primer padrastro, Eduardo Moreno, segundo esposo de Rosa María. Rita tuvo un hermanastro, Dennis Moreno, quien murió en un accidente automovilístico.

## Carrera

### Comienzos y primeros roles
Moreno comenzó sus primeras clases de baile luego de haberse mudado a Nueva York con un bailarín español conocido como Paco Cansino, quien era tío paterno de la estrella del cine Rita Hayworth. A los 11 años, prestó su voz para las versiones en español de múltiples películas estadounidenses. A los 13 años ya tuvo su primer papel en Broadway, como «Angelina» en Skydrift, lo que llamó la atención de los cazatalentos de Hollywood.
Rita Moreno apareció en pequeños papeles en películas como The Toast of New Orleans y Cantando bajo la lluvia, en la que interpretaba a la estrella «Zelda Zanders». En marzo de 1954, Moreno fue destacada en la portada de la revista Life con el título «Rita Moreno: Catálogo de actrices del sexo y la inocencia». En 1956, tuvo un papel secundario en la versión cinematográfica de El rey y yo, pero no le gustaba la mayoría de sus otros trabajos durante este período.

### West Side Story

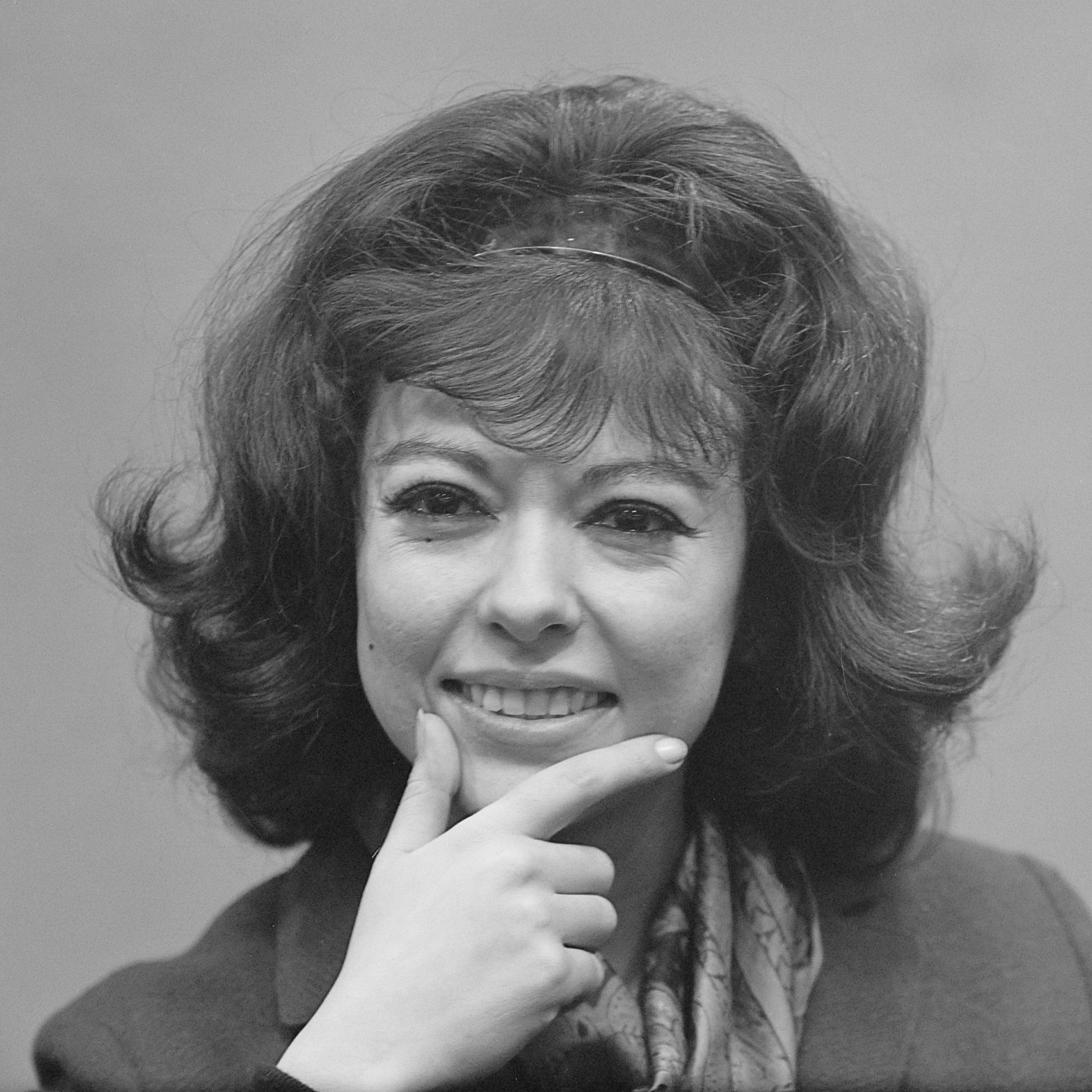
Rita Moreno, 1963

En 1961 recibió el papel de «Anita» en la película de Robert Wise y Jerome Robbins, West Side Story. Una adaptación cinematográfica del musical de Broadway con el mismo nombre de Leonard Bernstein y Stephen Sondheim. El personaje de «Anita» había sido interpretado por Chita Rivera en Broadway. Rita ganó el Óscar a la mejor actriz de reparto por ese papel.
Después de ganar el Óscar, Moreno pensó que sería capaz de seguir desempeñando papeles en el cine menos estereotipados, pero fue decepcionada.

Ja, ja. Se los demostré. Después de ganar el Óscar no hice otra película durante siete años... Antes de West Side Story estaban siempre ofreciéndome papeles estereotipados de latinas. Las Conchitas y Lolitas en los westerns. Siempre estaba descalza. Era humillante, cosas vergonzosas. Pero lo hice porque no había nada más. Después de West Side Story era más o menos la misma cosa. Una gran cantidad de historias de pandillas.
Pasó a ser la única actriz hispana y uno de los pocos artistas que ha ganado un Globo de Oro (1961), Óscar (1962), Grammy (1972), Tony (1975) y Emmy (1977). En 1985, ganó el Premio Sarah Siddons por su trabajo en Chicago.

### En cine y televisión
Protagonizó Summer and Smoke (1961) y Cry of Battle (1963). Pocos años después, esa misma década, protagonizó The Night of the Following Day (1968), Popi (1969), Marlowe (1969), Carnal Knowledge (1971) y The Ritz (1976). De 1971 a 1977, interpretó muchos personajes de la serie infantil de la PBS The Electric Company, su rol más notablemente «Millie». De hecho, fue Moreno quien gritaba la línea de apertura de la serie «¡Hey, chicos!». También tuvo papeles como la niña traviesa «Pandora» y «Otto», el director de muy mal genio. Además, apareció en la serie The Muppet Show e hizo otras apariciones especiales en series de televisión como The Rockford Files, The Love Boat, The Cosby Show, George Lopez, The Golden Girls y Miami Vice. Fue la protagonista en las tres primeras temporadas de la comedia 9 to 5 durante la década de 1980. Durante la década de 1990, fue la voz de «Carmen Sandiego», en la serie animada de Fox, Where on Earth Is Carmen San Diego?. A finales de 1990, ganó la exposición a una nueva generación de espectadores, cuando interpretó «Sister Pete», una monja entrenada como psicóloga en la serie de HBO, Oz, por la que ganó un Premio ALMA. Hizo una aparición en The Nanny como «Coach Stone», la entrenadora de «Maggie» (Nicholle Tom), a quien «Fran Fine» también recordaba de su escuela como la «Sra Wickavich».

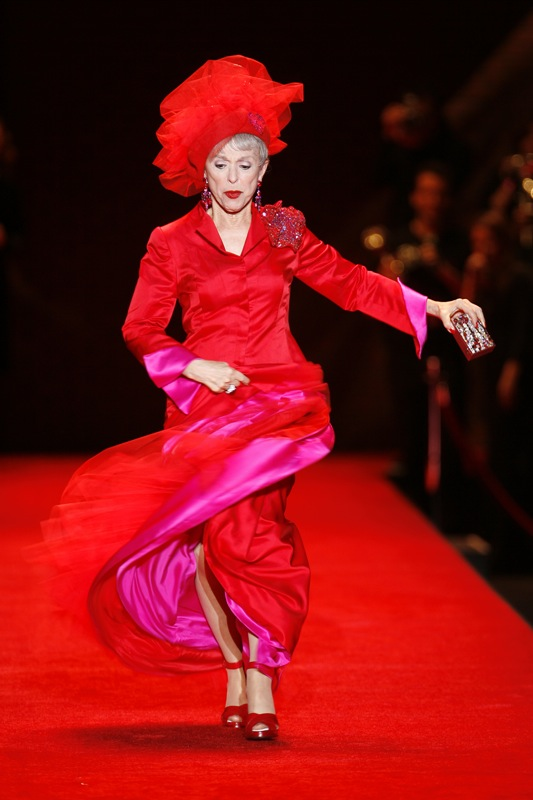
Moreno en el The Heart Truth Fashion Show

### Regreso a Broadway
En Broadway, Moreno participó en Last of the Red Hot Lovers, Gantry, The Ritz, por el cual ganó el Premio Tony a la mejor actriz de reparto en una obra de teatro, y la versión femenina de La extraña pareja. En 1993, fue invitada a tocar en la asunción de Bill Clinton y más tarde ese mes para cantar en la Casa Blanca. En 1995, ella coprotagonizó, junto a Charlton Heston, Mickey Rooney, Deborah Winters y Peter Graves, el docudrama de Warren Chaney, America: A Call to Greatness.

### Trabajos realizados
Moreno continúa activa como cantante y actriz en teatro, cine y televisión. Lanzó un álbum homónimo en el 2000, bajo la discográfica Varèse Sarabande, con notas de Michael Feinstein. En 2006, interpretó a «Amanda Wingfield» en el renacimiento de El zoo de cristal. Tuvo un papel recurrente en la serie de televisión Law & Order: Criminal Intent como la madre moribunda del detective «Robert Goren». Fue parte del elenco principal de la serie Cane, protagonizada por Jimmy Smits y Héctor Elizondo. En 2011, aceptó el papel de la madre del personaje de Fran Drescher en la serie de televisión Happily Divorced.
En septiembre de 2011, Moreno publicó su autobiografía, Rita Moreno: Life Without Makeup escrita por Tony Taccone después de horas de entrevistas con Moreno, en el teatro Berkeley Rep en Berkeley, California. En 2014, se anunció que Rita Moreno fue elegida para la película Old Soul de NBC, junto a Natasha Lyonne, Fred Willard y Ellen Burstyn.
En noviembre de 2018, se confirmó que iba a participar en la versión de Steven Spielberg de West Side Story, donde formaría parte del elenco con el personaje de Valentina 57 años después. El filme se estrenó en diciembre de 2021.

## Vida personal
Rita Moreno tuvo una relación de ocho años de duración con el actor Marlon Brando, tiempo durante el cual él le fue infiel en varias ocasiones y estuvo casado dos veces. Por despecho, ella mantuvo un romance con Elvis Presley. El 18 de junio de 1965, Moreno se casó con Leonard Gordon, cardiólogo, que también era su manejador y que falleció el 30 de junio del 2010 y la dejó viuda. Tuvieron una única hija, Fernanda Luisa Fisher, y dos nietos, Justin y Cameron Fisher. En una entrevista con Good Day LA, Moreno afirmó que Elvis Presley era un aburrido amante (en comparación con Brando). Salieron por un tiempo, pero cada vez que se presentó la oportunidad de llevar la relación a otro nivel, Presley se alejaba.

## Filmografía

### Cine
| Año  | Película                               | Personaje              | Notas         |
| ---- | -------------------------------------- | ---------------------- | ------------- |
| 1950 | So Young So Bad                        | Dolores Guererro       | Rosita Moreno |
| 1950 | The Toast of New Orleans               | Tina                   |               |
| 1950 | Pagan Love Song                        | Terru                  |               |
| 1952 | The Ring                               | Lucy Gómez             |               |
| 1952 | Cantando bajo la lluvia                | Zelda Zanders          |               |
| 1952 | The Fabulous Senorita                  | Manuela Rodríguez      |               |
| 1952 | Cattle Town                            | Queli                  |               |
| 1953 | Fort Vengeance                         | Bridget Fitzgibbon     |               |
| 1953 | Ma and Pa Kettle on Vacation           | Soubrette              | Sin acreditar |
| 1953 | Latin Lovers                           | Christina              |               |
| 1953 | El Alaméin                             | Jara                   |               |
| 1954 | Jivaro                                 | Maroa                  |               |
| 1954 | The Yellow Tomahawk                    | Honey Bear             |               |
| 1954 | Garden of Evil                         | Cantina Singer         |               |
| 1955 | Untamed                                | Julia                  |               |
| 1955 | Seven Cities of Gold                   | Ula                    |               |
| 1956 | The Lieutenant Wore Skirts             | Sandra Roberts         |               |
| 1956 | El rey y yo                            | Tuptim                 |               |
| 1956 | The Vagabond King                      | Huguette               |               |
| 1957 | The Deerslayer                         | Hetty Hutter           |               |
| 1960 | This Rebel Breed                       | Lola Montalvo          |               |
| 1961 | West Side Story                        | Anita                  |               |
| 1961 | Verano y humo                          | Rosa Zacharias         |               |
| 1963 | Cry of Battle                          | Sisa                   |               |
| 1968 | The Night of the Following Day         | Vi                     |               |
| 1969 | Popi                                   | Lupe                   |               |
| 1969 | Marlowe                                | Dolores Gonzáles       |               |
| 1971 | Carnal Knowledge                       | Louise                 |               |
| 1976 | The Ritz                               | Googie Gómez           |               |
| 1977 | Voodoo Passion                         |                        |               |
| 1978 | The Boss' Son                          | Esther Rose            |               |
| 1980 | Happy Birthday, Gemini                 | Lucille Pompi          |               |
| 1981 | The Four Seasons                       | Claudia Zimmer         |               |
| 1991 | Age Isn't Everything                   | Rita                   |               |
| 1993 | Italian Movie                          | Isabella               |               |
| 1994 | I Like It Like That                    | Rosaria Linares        |               |
| 1995 | Carmen Miranda: Bananas is my Business | Ella misma             | Documental    |
| 1995 | Angus                                  | Madame Rulenska        |               |
| 1995 | America: A Call to Greatness           | Ella misma             | Docudrama     |
| 1998 | Slums of Beverly Hills                 | Belle Abromowitz       |               |
| 1999 | Carlo's Wake                           | Angela Torello         |               |
| 1999 | The Puerto Ricans: Our American Story  | Ella misma             | Documental    |
| 2000 | Blue Moon                              | Maggie                 |               |
| 2001 | Piñero                                 | Mamá de Miguel         |               |
| 2003 | Casa de los Babys                      | Señora Muñoz           |               |
| 2003 | Scooby-Doo! and the Monster of Mexico  | Dona Dolores y Mujer#3 | Voz           |
| 2003 | Beyond Borders: John Sayles in Mexico  | Ella misma             | Documental    |
| 2004 | King of the Corner                     | Inez                   |               |
| 2006 | Play It By Ear                         | Ruth                   |               |
| 2014 | Rio 2                                  | Mimi                   |               |
| 2014 | Six Dance Lessons in Six Weeks         | Ida Barksdale          |               |
| 2021 | West Side Story                        | Valentina              |               |
| 2023 | Fast X                                 | Abuela de Toretto      |               |
| 2023 | 80 for Brady                           | Maura                  |               |
| 2023 | Familia revuelta                       | Angelica               |               |

### Televisión
| Año       | Título                              | Personaje                     | Notas |
| --------- | ----------------------------------- | ----------------------------- | --- |
| 1958      | Father Knows Best                   | Chanthini                     | Episodio: «Fair Exchange» (24 de noviembre de 1958)                                                            |
| 1960      | Bourbon Street Beat.El Zorro        | Manuela Ruiz Chulita          | Episodio: «Suitable for Framing» (16 de mayo de 1960) Temporada 3,"Adiós, El Cuchillo"(6 de noviembre de 1960) |
| 1963      | Burke's Law                         | Margaret Cowls                | Episodio: «Who Killed Julian Buck?» (18 de octubre de 1963)                                                    |
| 1971–1977 | The Electric Company                | Carmela, Otto Pandora, Millie | 780 episodios                                                                                                  |
| 1974      | Dominic's Dream                     | Anita Bente                   | |
| 1974      | Out to Lunch                        | Varios                        | |
| 1976      | The Muppet Show                     | Ella misma                    | Episodio: «#1.5»                                                                                               |
| 1978      | The Rockford Files                  | Rita Capkovic                 | 3 episodios |
| 1979      | Anatomy of a Seduction              | Nina                          | |
| 1979      | The Muppets Go Hollywood            | Ella misma                    | Especial |
| 1981      | Evita Perón                         | Renata Riguel                 | |
| 1982–1983 | 9 to 5                              | Violet Newstead               | |
| 1982      | Working                             | Mesera                        | |
| 1982      | Portrait of a Showgirl              | Rosella DeLeon                | |
| 1986      | Golden Girls                        | Renee                         | Episodio: «Empty Nest»                                                                                         |
| 1987      | The Cosby Show                      | Mrs. Granger                  | Episodio: «You Only Hurt the One You Love»                                                                     |
| 1989–1990 | B.L. Stryker                        | Kimberly Baskin               | 2 episodios |
| 1994      | The Nanny                           | Miss Wickervich/Mrs. Stone    | Episodio: «The Gym Teacher»                                                                                    |
| 1994–1998 | Where on Earth Is Carmen San Diego? | Carmen Sandiego               | Voz |
| 1994–1995 | The Cosby Mysteries                 | Angie Corea                   | 2 episodios |
| 1995      | The Wharf Rat                       | Mamá                          | |
| 1995      | The Magic School Bus                | Dr. Camrina Skeledon          | Episodio: «The Busasaurus»                                                                                     |
| 1997–2003 | Oz                                  | Sister Peter Marie Reimondo   | 44 episodios                                                                                                   |
| 1998      | The Spree                           | Irma Kelly                    | |
| 1999      | Resurrection                        | Mimi                          | |
| 2004      | Copshop                             | Mary Alice                    | |
| 2005      | Law & Order: Special Victims Unit   | Mildred Quintana              | Episodio: «Night»                                                                                              |
| 2005      | Law & Order: Trial by Jury          | Mildred Quintana              | Episodio: «Day»                                                                                                |
| 2006–2007 | Law & Order: Criminal Intent        | Frances Goren                 | 3 episodios |
| 2007      | George Lopez                        | Luisa Diaz                    | Episodio: «George Testi-Lies for Benny»                                                                        |
| 2007      | Ugly Betty                          | Aunt Mirta                    | Episodio: «A Tree Grows in Guadalajara»                                                                        |
| 2007      | Cane                                | Amalia Duque                  | 13 episodios                                                                                                   |
| 2010      | In Plain Sight                      | Rita Ramírez                  | Episodio: «Coma Chameleon»                                                                                     |
| 2011      | Special Agent Oso                   | Abuela                        | Voz Episodio: «For Tamales with Love/Pinata Royale»                                                            |
| 2011–2013 | Happily Divorced                    | Dori Newman                   | |
| 2013      | Nicky Deuce                         | Tutti                         | Película |
| 2014      | Old Soul                            | Rita                          | Película En Filmación                                                                                          |
| 2015–2016 | Jane the Virgin                     | Liliana de la Vega            | 4 episodios |
| 2016      | Grey's Anatomy                      | Gayle                         | Episodio: «Odd Man Out»                                                                                        |
| 2016      | Grace & Frankie                     | Lucy                          | Episodio: «The Vitamix»                                                                                        |
| 2017–2020 | One Day at a Time                   | Lydia                         | Reparto principal                                                                                              |
| 2018      | Elena of Avalor                     | Reina Camila (voz)            | 2 episodios |
| 2019      | Carmen Sandiego                     | Cookie Booker (voz)           | 3 episodios |
| 2019–2020 | Bless This Mess                     | Theresa                       | 3 episodios |

## Discografía
- 2015: Una Vez Más
- 1961: West Side Story Musical
- 1973: The Electric Company

## Premios y nominaciones
| Año                                            | Categoría                                                           | Trabajo                            | Resultado     |
| Premios Óscar                                  | Premios Óscar                                                       | Premios Óscar                      | Premios Óscar |
| ---------------------------------------------- | ------------------------------------------------------------------- | ---------------------------------- | ------------- |
| 1961                                           | Mejor actriz de reparto                                             | West Side Story                    | Ganadora      |
| Premios Grammy                                 |                                                                     |                                    |               |
| 1962                                           | Álbum del año                                                       | West Side Story                    | Nominada      |
| 1973                                           | Mejor álbum para niños                                              | The Electric Company               | Ganadora      |
| Premios Primetime Emmy                         |                                                                     |                                    |               |
| 1975                                           | Mejor performance individual en un programa musical o de variedades | Out to Lunch                       | Nominada      |
| 1976                                           | Mejor performance individual en un programa musical o de variedades | The Muppet Show                    | Ganadora      |
| 1978                                           | Mejor actriz invitada - Serie dramática                             | The Rockford Files                 | Ganadora      |
| 1979                                           | Mejor actriz - Serie dramática                                      | The Rockford Files                 | Nominada      |
| 1982                                           | Mejor actriz de reparto - Miniserie o telefilme                     | Portrait of a Showgirl             | Nominada      |
| 1983                                           | Mejor actriz - Serie de comedia                                     | 9 to 5                             | Nominada      |
| Premios Tony                                   |                                                                     |                                    |               |
| 1975                                           | Mejor actriz de reparto en una obra de teatro                       | The Ritz                           | Ganadora      |
| Premios Daytime Emmy                           |                                                                     |                                    |               |
| 1982                                           | Mejor intérprete en programación de niños                           | CBS Library                        | Nominada      |
| 1995                                           | Mejor intérprete en programación animada                            | Where on Earth Is Carmen Sandiego? | Nominada      |
| 1996                                           | Mejor intérprete en programación animada                            | Where on Earth Is Carmen Sandiego? | Nominada      |
| 1997                                           | Mejor intérprete en programación animada                            | Where on Earth Is Carmen Sandiego? | Nominada      |
| Premios Globo de Oro                           |                                                                     |                                    |               |
| 1961                                           | Mejor actriz de reparto                                             | West Side Story                    | Ganadora      |
| 1976                                           | Mejor actriz - Comedia o musical                                    | The Ritz                           | Nominada      |
| 1982                                           | Mejor actriz de serie de televisión - Comedia o musical             | 9 to 5                             | Nominada      |
| Premios Drama Desk                             |                                                                     |                                    |               |
| 1975                                           | Mejor actriz en una obra de teatro                                  | The Ritz                           | Nominada      |
| 1977                                           | Mejor actriz en un musical                                          | She Loves Me                       | Nominada      |
| Premios Satellite                              |                                                                     |                                    |               |
| 1999                                           | Mejor actor de serie dramática                                      | Oz                                 | Nominada      |
| Premios ALMA                                   |                                                                     |                                    |               |
| 1998                                           | Mejor actriz en una serie dramática                                 | Oz                                 | Ganadora      |
| 1999                                           | Mejor actriz                                                        | Slums of Beverly Hills             | Nominada      |
| 1999                                           | Mejor actriz en una serie dramática                                 | Oz                                 | Ganadora      |
| 2000                                           | Mejor actriz en una serie dramática                                 | Oz                                 | Nominada      |
| 2001                                           | Mejor actriz en una serie de Televisión                             | Oz                                 | Nominada      |
| 2002                                           | Mejor actriz en una serie de Televisión                             | Oz                                 | Ganadora      |
| Premios de la Asociación de Filme y Televisión |                                                                     |                                    |               |
| 1998                                           | Mejor actriz en una serie                                           | Oz                                 | Nominada      |
| 1999                                           | Mejor actriz en una serie                                           | Oz                                 | Nominada      |
| 2015                                           | Mejor actriz invitada en una serie de comedia                       | Jane the Virgin                    | Ganadora      |
| Premio NAACP Image                             |                                                                     |                                    |               |
| 1999                                           | Mejor actriz en una serie dramática                                 | Oz                                 | Nominada      |
| 2000                                           | Mejor actriz en una serie dramática                                 | Oz                                 | Nominada      |
| 2003                                           | Mejor actriz de reparto en una serie dramática                      | Oz                                 | Nominada      |
| Otros premios                                  |                                                                     |                                    |               |
| 1962                                           | Premio Golden Laurel Mejor actriz de reparto                        | West Side Story                    | Ganadora      |
| 1977                                           | Premio de Cine de la Academia Británica Mejor actriz                | The Ritz                           | Nominada      |
| 1997                                           | Premio CableACE a la Mejor actriz - Serie dramática                 | Oz                                 | Ganadora      |
| 2012                                           | Premio de la Fundación Imagen a la Mejor actriz en televisión       | Happily Divorced                   | Nominada      |

Honores
| Año  | Ceremonia / Organización                           | Premio / honor                      | Resultado |
| ---- | -------------------------------------------------- | ----------------------------------- | --------- |
| 1994 | Retirement Research Foundation, USA                | Premio Special Achievement          | Ganadora  |
| 1996 | New York Women in Film & Television                | Premio Musa                         | Ganadora  |
| 1996 | Premios Nosotros Golden Eagle                      | Premio de honor                     | Ganadora  |
| 1998 | Premios ALMA                                       | Premio Lifetime Achievement         | Ganadora  |
| 2000 | Wine Country Film Festival                         | Premio Lifetime Achievement         | Ganadora  |
| 2000 | Biblioteca del Congreso de Estados Unidos          | Leyendas vivientes                  | Ganadora  |
| 2000 | Paseo de la Fama Internacional de la Música Latina | Reconocimiento especial             | Ganadora  |
| 2004 | Medalla de Oro del Congreso de los Estados Unidos  | Medalla Presidencial de la Libertad | Ganadora  |
| 2012 | Latin Grammy                                       | Premio Life Achievement             | Ganadora  |
| 2014 | Premios del Sindicato de Actores                   | Premio Life Achievement             | Ganadora  |
| 2015 | Gobierno de los Estados Unidos                     | Premio Kennedy                      | Ganadora  |
| 2015 | Paseo de la fama de Hollywood                      | Estrella                            | Ganadora  |